# Uzwojenie

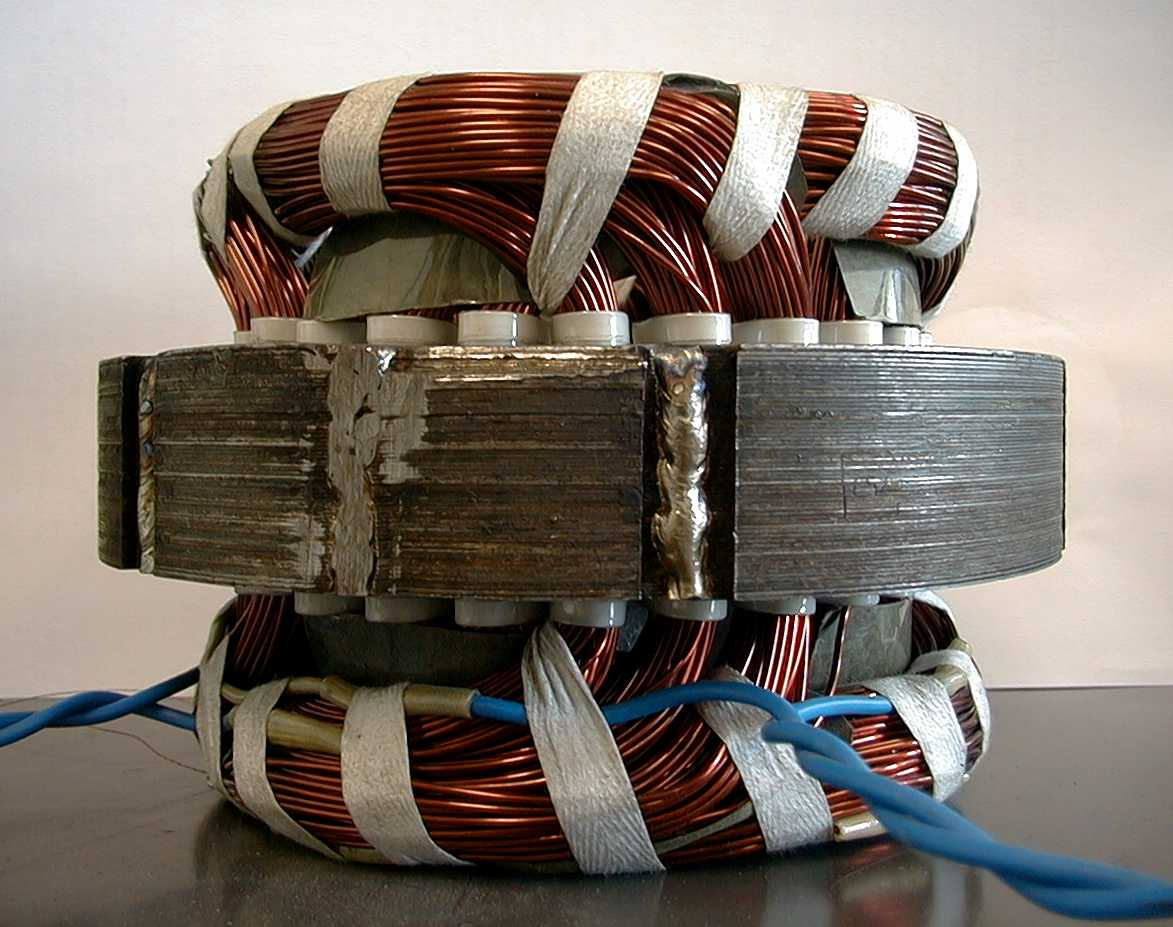
Przykład uzwojenia stojana indukcyjnego silnika elektrycznego

Uzwojenie jest to część obwodu magnetycznego odpowiedzialna za wytwarzanie strumienia magnetycznego. Uzwojenie może być elementem cewki, maszyny elektrycznej, transformatora, rezystora drutowego. 
W celu uniknięcia wydzielania się ciepła i związanych z tym strat mocy uzwojenie przeważnie wykonywane jest z dobrego przewodnika elektrycznego, zazwyczaj z miedzi, którego poszczególne zwoje są odizolowane elektrycznie od siebie i od ewentualnego rdzenia magnetycznego.